# Medicina fetal
A Medicina fetal é uma especialidade que visa o acompanhamento detalhado de gestações através de aconselhamento genético, ultrassonografia e procedimentos invasivos, sempre visando o bem estar do binômio mãe-feto. Realiza ainda rastreamento de cromossomopatias através da medida da TN, ducto venoso e osso nasal. É praticada por tocoginecologistas com treinamento em ultrassonografia e habilitação em medicina fetal e em obstetrícia.
É uma área de atuação da Ginecologia e Obstetrícia que visa o acompanhamento detalhado de gestações por meio de aconselhamento genético, ultrassonografia e procedimentos invasivos, sempre visando o bem estar do binômio mãe-feto. Realiza ainda rastreamento de cromossomopatias através da medida da translucência nucal, ducto venoso, regurgitação da válvula tricúspide, osso nasal e outros chamados marcadores. O Ginecologista e Obstetra com área de atuação em Medicina Fetal é Fetólogo e está capacitado para exercer um ramo específico da ciência médica que pode ser definido como “Um conjunto de ações de finalidades distintas - preventivas, diagnósticas e terapêutica - destinadas a  proteger, avaliar e assistir a Saúde do Feto.” O Fetólogo domina conhecimentos fundamentais de embriologia, obstetrícia, genética médica, neonatologia, morfologia e dismorfologia fetais, fisiologia e fisiopatologia fetais, física médica. O Fetólogo tem como ambiente de trabalho seu consultório médico, clínica, ambulatório ou hospital. O Fetólogo, por formação, conhece e domina métodos de diagnóstico de imagem e endoscópicos necessários para exame médico de seu paciente, o feto, quais sejam ultrassonografia, a ressonância nuclear magnética, a fetoscopia. O Fetólogo conhece e está habilitado a fazer procedimentos diagnósticos no ambiente fetal, guiados por métodos de imagem, notadamente a ultrassonografia, com finalidades diagnósticas diversas, como cariótipo fetal, diagnóstico de infecções fetais, etc. O Médico Fetal, em seu consultório, clínica, ambulatório ou hospital de atuação se relaciona com a gestante e familiares através da Consulta Médica Fetal, onde o profissional preenche suas anotações e prontuário médico, segundo normas gerais ditadas pelo Conselho Federal de Medicina. Esta consulta pode incluir o exame físico fetal, realizado através da ultrassonografia convencional, em modo B e avaliação de ritmo cardíaco em modo M. Frequentemente o fetólogo utiliza também em seu exame no consultório, clínica ou ambiente hospitalar, recursos especiais de diagnóstico como Doppler contínuo ou pulsado, estudo tridimensional (3D), ou solicita para ser realizado em outro local, para posterior avaliação do exame. A Ressonância Nuclear Magnética tem cada vez mais colaborado no diagnóstico de anomalias estruturais fetais e síndromes genéticas.